# Blümchenkaffee

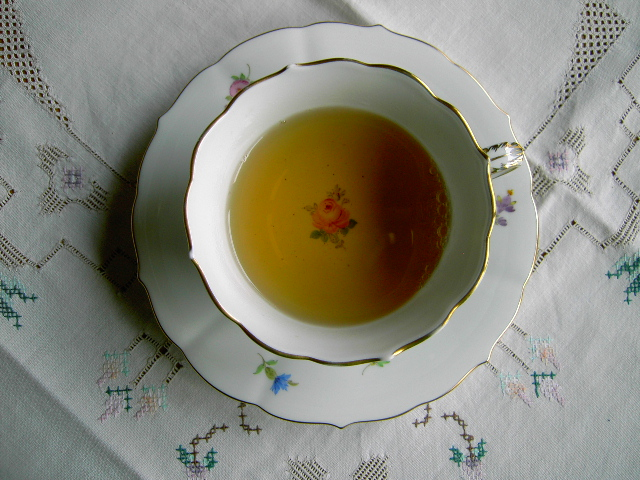
Blümchenkaffee

Blümchenkaffee bezeichnet scherzhaft einen dünn aufgebrühten Bohnenkaffee oder Ersatzkaffee. Weitere häufige, eher abwertende Bezeichnungen sind Blärre, Blärpe, Plörre oder Lorke.

## Wortherkunft
Die umgangssprachlich übliche Deutung führt das Wort auf Kaffee zurück, der so dünn aufgebrüht ist, dass man durch den Kaffee hindurch das Blümchen auf dem Grund der Tasse sehen kann. Besonders im obersächsischen Raum findet sich dafür Anlass in dem verwendeten Dekor Gestreute Blümchen der Meißener Porzellanmanufaktur. Das Motiv entstand um 1815 und war in der Biedermeierzeit besonders beliebt. Auf dem Porzellanservice sind rund um eine leicht vergrößerte Mittelblume verschiedene Blumenarten angeordnet, beispielsweise Rosen, Vergissmeinnicht, Kornblumen oder Veilchen, die der Porzellanmaler nach dem Zufallsprinzip aus drei Dutzend Motiven auswählt. Auf dem Boden der Kaffeetasse ist eine einzelne Blume in Unterglasurmalerei aufgebracht.
Der Ausdruck Blümchenkaffee wird in der bürgerlichen Gesellschaft mitunter abwertend als Zeichen von Geiz verwendet, da ein krasses Missverhältnis zwischen dem teuren Porzellan des Gastgebers und dem nur sparsam verwendeten Kaffeepulver deutlich wurde.
Nach einer anderen Deutung geht die Bezeichnung auf die blaublühende Zichorie zurück, deren Wurzeln zur Zeit des Kaffeeimportverbotes von Friedrich II. und während der napoleonischen Kontinentalsperre in großen Mengen in Zichorienfabriken zu Kaffeeersatz verarbeitet wurden, also Kaffee aus „Blümchen“. Anzunehmen ist, dass mit der Verdrängung des Zichorienkaffees durch Malzkaffee dieser Zusammenhang verloren ging und die Bedeutung auf die Transparenz des Getränkes überging.
Regional wird die Kurzform der Blümchen benutzt, wobei das Maskulinum dem weggelassenen Wort Kaffee entstammt. In ähnlicher Weise wird vom Bodensehkaffee oder vom Bodenseher gesprochen.

## Schwerterkaffee
Eine metaphorische Steigerungsstufe zu Blümchenkaffee ist der Schwerterkaffee. Tassen aus Meißener Porzellan zeigen auf der Unterseite außen das Markenzeichen in Form zweier gekreuzter Schwerter. Schwerterkaffee ist also so dünn, dass angeblich sogar die Tassenunterseite sichtbar werde. Umgangssprachliche Weiterentwicklungen sind Doppelblümchenkaffee und Doppelschwerterkaffee, bei denen angeblich sogar das Blümchen oder die Schwerter auf der Unterseite der Untertasse zu erkennen seien.

## Lorke, Lurke, Lure
Die Lorke oder Lurke bezeichnet ein minderwertiges Getränk, insbesondere einen dünnen Kaffee. Etymologisch ist das Wort mit lateinisch lora und althochdeutsch lura für „Tresterwein“ verwandt. Der Begriff wird mitunter auch für Malzkaffee allgemein benutzt. Im Berliner Jargon gibt es die aussterbende Bezeichnung Lorke (hier mit offenem o).
Lure ist eine weitere Variante dieses Wortes, die unter anderem in Oberschlesien (heute meist in der schlesischen Form lura), aber auch in Österreich verwendet wird.

## Plörre
Als Plörre wird allgemein abwertend ein dünnes, wässriges, gehaltloses, fades Getränk bezeichnet, besonders dünner Kaffee aber auch schlechtes oder schales Bier und dünne Brühe. Manchmal wird das Wort sogar für grundsätzlich ungenießbare Flüssigkeiten verwendet. Für den Ursprung des Wortes Plörre gibt es verschiedene Thesen. Eine nennt das französische le pleur, ein veraltetes poetisches Wort für „Träne“. Der Rechtschreib-Duden nennt das niederdeutsche Wort Plör, mit der Bedeutung von plören im Sinne von weinen oder verschütten.